# Château des Girodeaux
Le château des Girodeaux  officiellement dénommé Domaine des Girodeaux est un château situé à Chemilly, en France.

## Description
Le domaine est constitué d'un ensemble de bâtiments organisé autour d'une cour fermée. Les bâtiments comprennent un logis noble et une chapelle, élevés vers 1660, ainsi que des bâtiments agricoles du XVIIe ou du XVIIIe siècle constitués d'une vaste grange-étable et d'un pigeonnier-porche. Les communs sont construits selon le style courant dans l'habitat rural de cette région : les constructions allient un soubassement en maçonnerie et une partie supérieure à pans-de-bois, dont le hourdage est réalisé en briques.

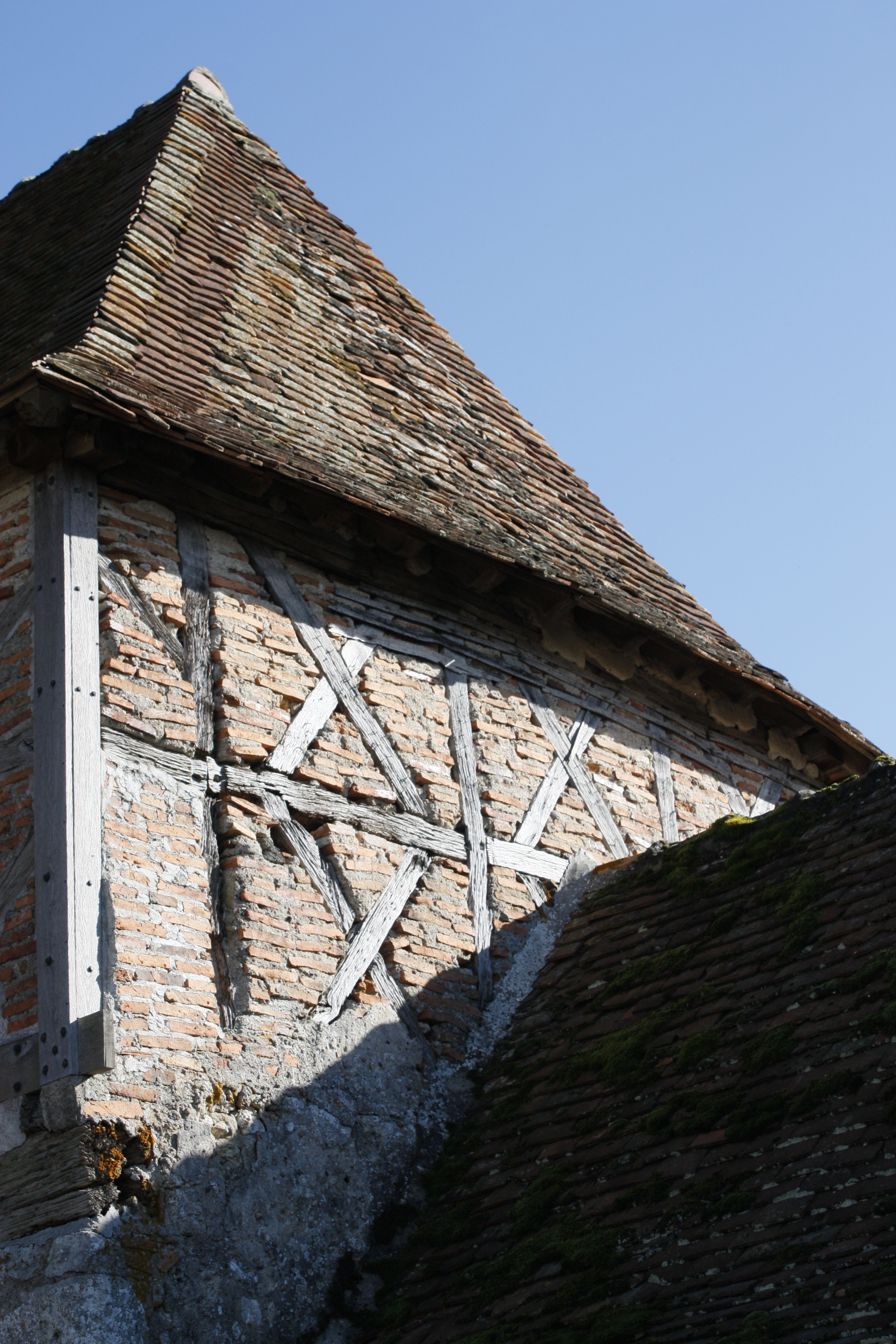
Détail de la construction du pigeonnier-porche du domaine des Girodeaux.

Le pigeonnier-porche est particulièrement remarquable.

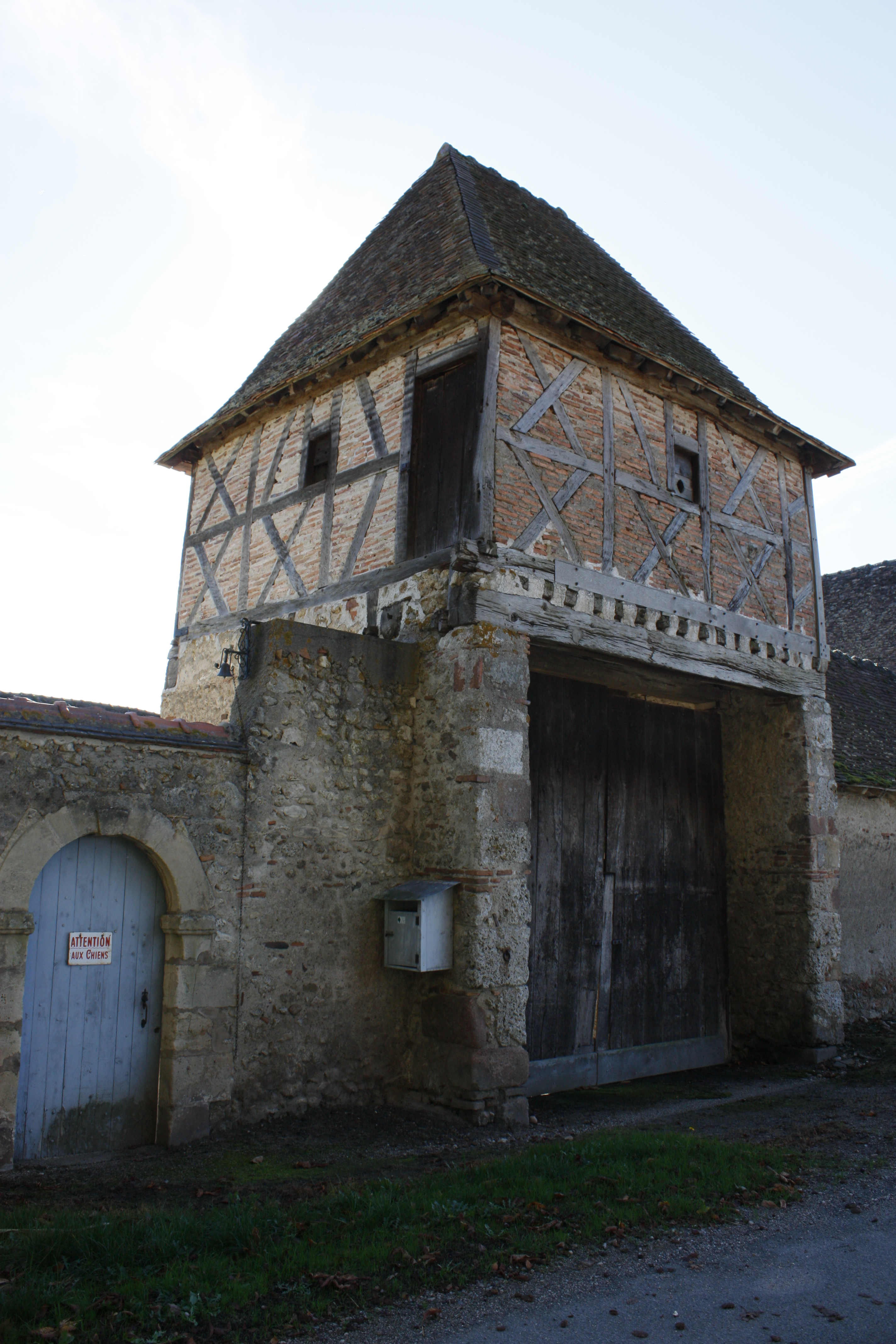
Le pigeonnier-porche du domaine des Girodeaux.

## Localisation
Le domaine est situé en bordure de la rivière Allier au bord du chemin de Girodeaux, sur la commune de Chemilly, dans le département français de l'Allier.

## Historique
L'édifice est inscrit au titre des monuments historiques en 2002.